# Marco Supino
Marco Supino (Nápoles, Italia, 21 de junio de 1996) es un futbolista italiano. Juega de defensa y atualmente se encuentra libre.

## Trayectoria
Se formó en las categorías inferiores del Napoli. El 15 de julio de 2015 fue cedido a préstamo al Pontedera de la Lega Pro (tercera división italiana) y el 1 de julio del año siguiente al Piacenza de la misma división.

## Clubes
| Club                     | País   | Año         |
| ------------------------ | ------ | ----------- |
| Napoli                   | Italia | 2015 - 2016 |
| U.S. Pontedera (cedido)  | Italia | 2015 - 2016 |
| Piacenza Calcio (cedido) | Italia | 2016        |
| Mondragone               | Italia | 2018 - 2019 |